# Ford Escort RS Cosworth
La Ford Escort RS Cosworth è una versione sportiva della Ford Escort prodotto in serie dal febbraio 1992 al gennaio 1996 in 7145 esemplari ed utilizzata inoltre, in configurazione gruppo A, all'interno del Campionato del Mondo Rally in cui ha gareggiato dal 1993 al 1996 vincendo otto gare e conquistando quattro volte il podio nel mondiale costruttori.
Vinse un campionato FIA gruppo N (PWRC) nel 1994 con alla guida Jesus Puras. Nel 1997 la Escort da competizione fu aggiornata sia sul piano estetico che meccanico per poter essere omologata e seguire il nuovo regolamento WRC e venne quindi sostituita dalla Ford Escort WRC.

## Storia

### Vettura stradale

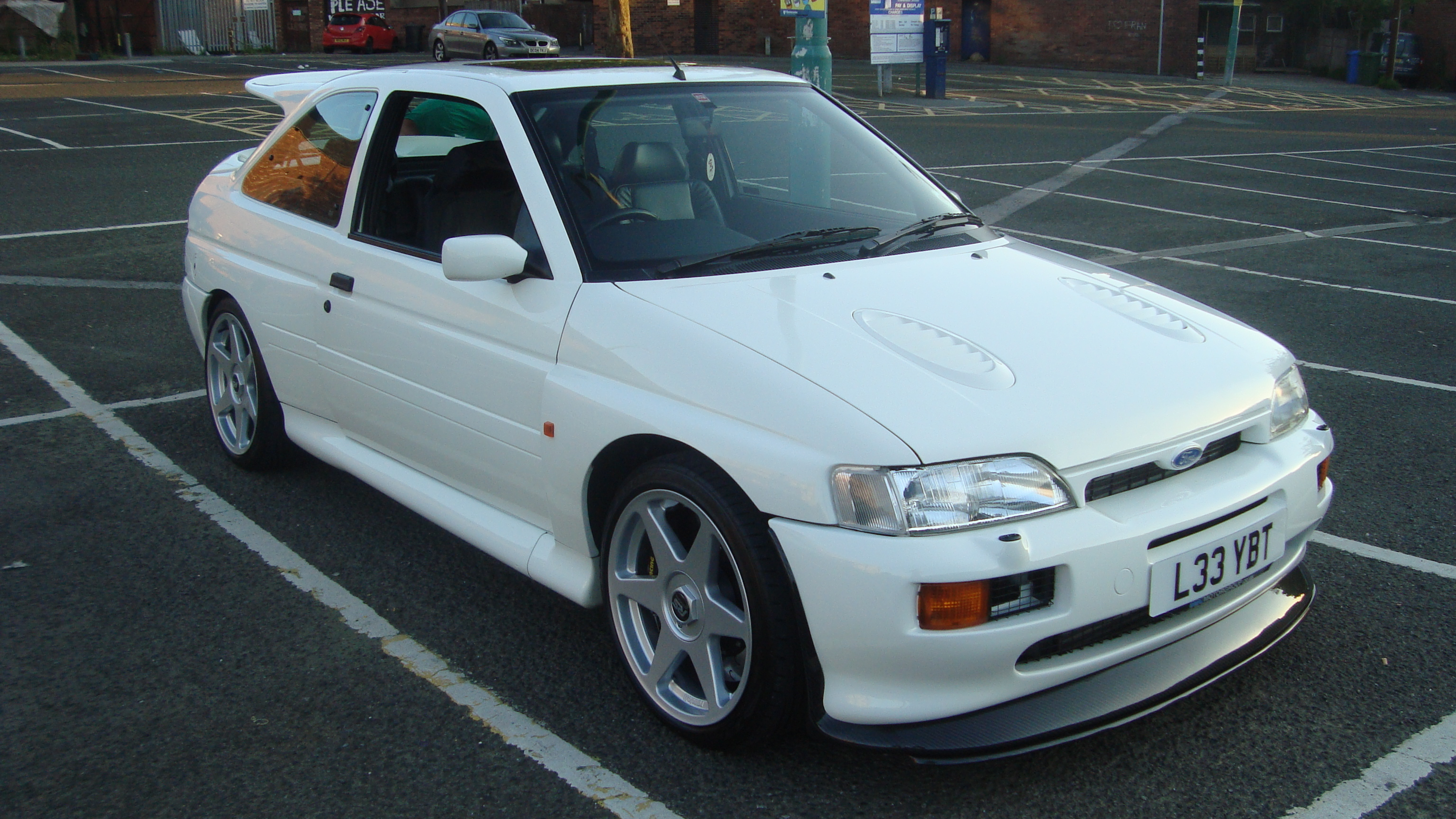
Ford Escort RS Cosworth Luxury stradale del 1993

La storia della Escort Cosworth incominciò quando Ford decise di installare il motore turbo sulla Ford Sierra Cosworth.
Nella prima metà del 1992 si aprì ufficialmente la produzione della Ford Escort RS Cosworth, che venne commissionata dal costruttore d'oltreoceano alla carrozzeria tedesca Karmann presso il suo stabilimento di Rheine.

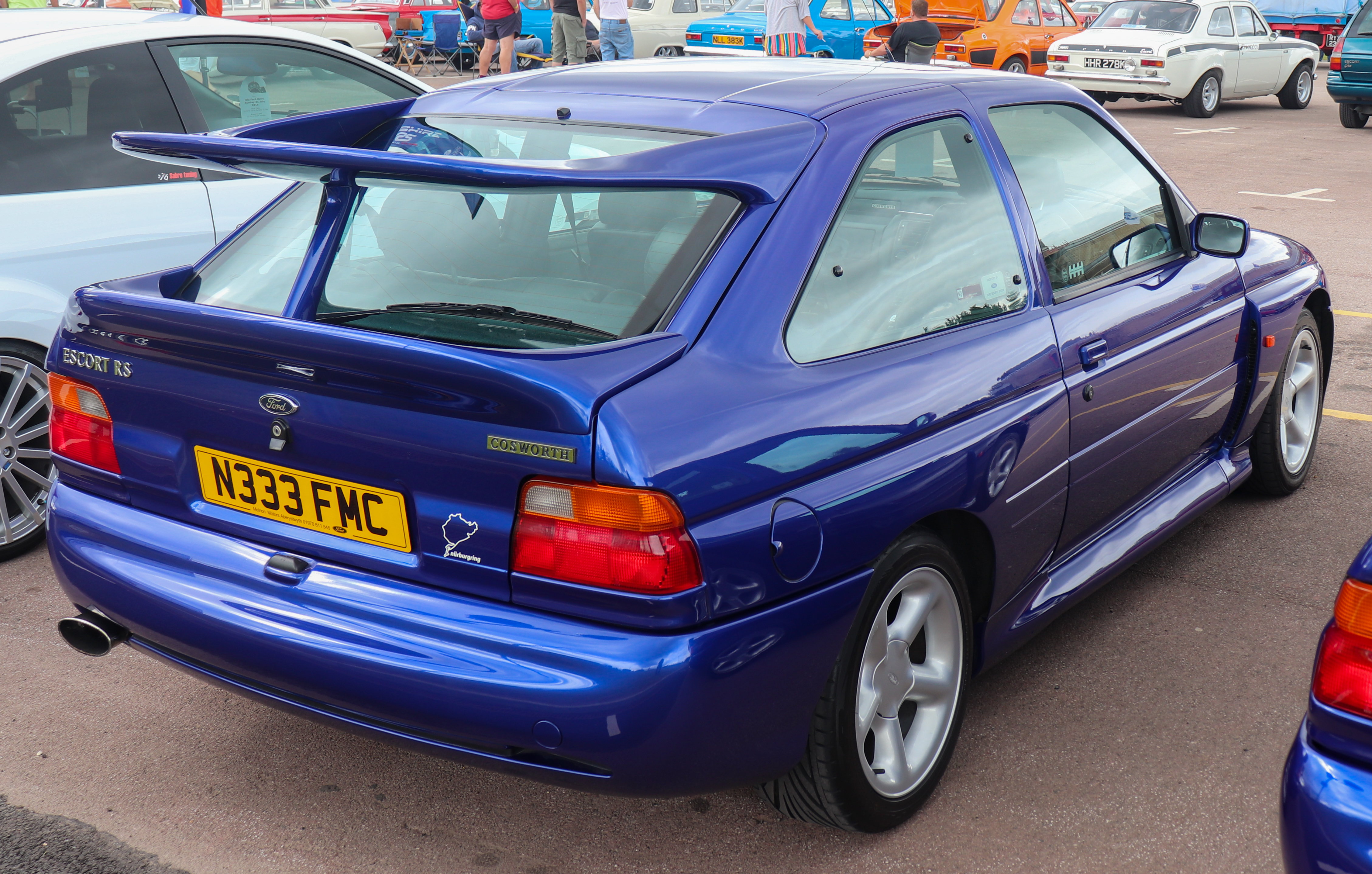
Vista posteriore; notare la doppia ala sul portellone

Con le altre "Escort", la Cosworth condivideva ben poco, l'intera meccanica proveniva dalla Ford Sierra RS Cosworth, sul cui pianale a passo accorciato veniva montata una carrozzeria (disegnata da Ian Callum) derivata da quella della coeva Escort Mk V standard ma molto elaborata con parafanghi allargati, minigonne, prese d'aria sul cofano motore, doppia ala posteriore denominata "ad'anatra" con configurazione biplano, progettata e disegnata da Frank Stephenson. Grazie a questi accorgimenti, con lo splitter anteriore, produceva un carico aerodinamico di 4,6 kg/45 Newton a 180 km/h, mentre al posteriore alla medesima velocità con il doppio alettone una deportanza di 19,4 kg/190 Newton.

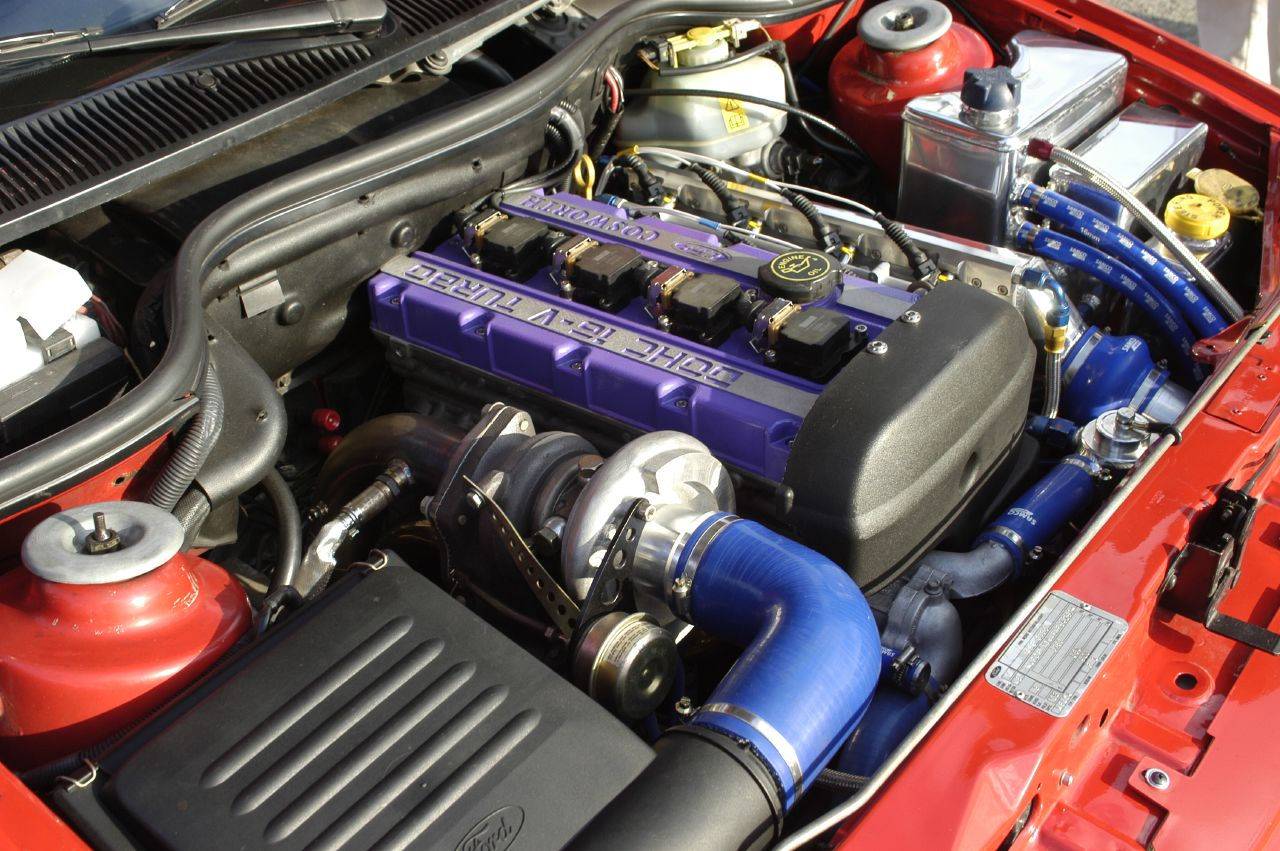
Cosworth YB

Meccanicamente era mossa dal motore Cosworth YB derivato da quello impiegato sulla Ford Sierra RS Cosworth, un motore a 4 cilindri in linea montato longitudinale con distribuzione bialbero a 16 valvole, sovralimentato con turbocompressore Garrett T3/T04B (pressione standard di 0,8 bar con un overboost di 1,0-1,1 bar) e intercooler dalla cilindrata di 1993 cm³ (alesaggio x corsa di 90,8 mm × 77 mm) da 227 CV a 6250 giri/min e 304 Nm di coppia a 3500 giri/min; dotata di trazione integrale permanente Ferguson con due giunti viscosi, uno sul differenziale centrale, l'altro sul differenziale posteriore, con ripartizione al 34% all'avantreno e al 66% al retrotreno. La versione stradale era catalizzata.
La velocità massima era di 232 km/h con il doppio alettone e saliva a 237 km/h senza, mentre lo 0 a 100 km/h veniva coperto in 5,7 secondi.
La "Escort Cosworth" fece, in seguito, da base alla Ford Escort Gruppo A ed alla Escort WRC, impiegate nel mondiale rally.

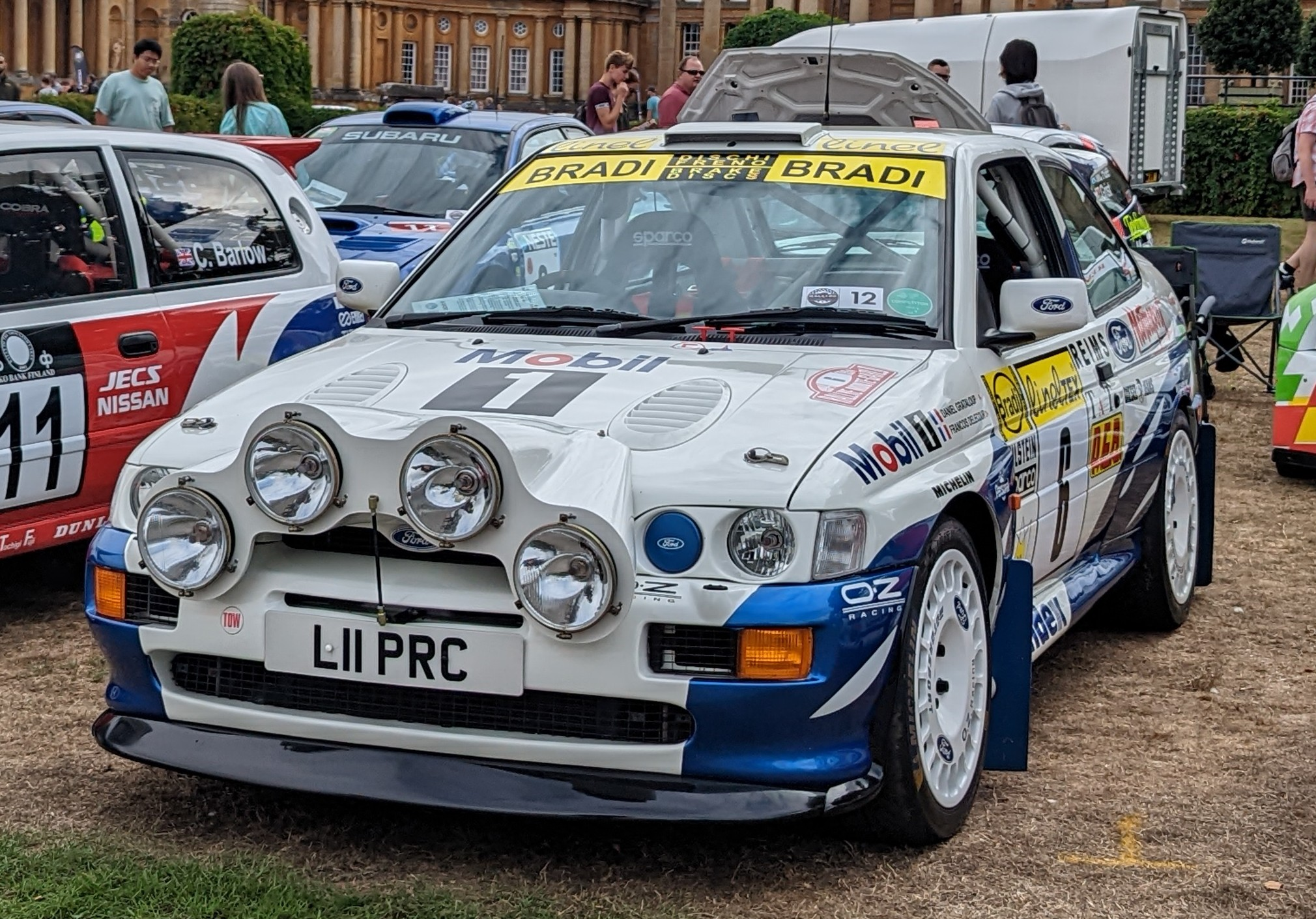
Escort RS Cosworth Group A 1993

### Vettura da rally
Nel 1992 vengono prodotte 2500 esemplari in modo da ottenere l'omologazione nel Gruppo A per la successiva stagione 1993; negli anni in cui gareggiò nel campionato mondiale rally, pur non riuscendo mai a conquistare il titolo mondiale costruttori, nelle quattro edizioni in cui partecipò, portò il Ford World Rally Team nel podio della classifica finale.

## Palmarès

### Piazzamenti nel mondiale
| Anno | Piloti principali                                             | Pos. | Pt. |
| ---- | ------------------------------------------------------------- | ---- | --- |
| 1993 | François Delecour, Miki Biasion, Franco Cunico                | 2º   | 145 |
| 1994 | François Delecour, Miki Biasion, Tommi Mäkinen, Franco Cunico | 3º   | 116 |
| 1995 | François Delecour, Bruno Thiry                                | 3º   | 223 |
| 1996 | Carlos Sainz, Bruno Thiry, Stig Blomqvist                     | 3º   | 299 |

### Vittorie nel mondiale
| Anno | Rally                | Pilota            | Gruppo   |
| ---- | -------------------- | ----------------- | -------- |
| 1993 | Rally del Portogallo | François Delecour | Gruppo A |
| 1993 | Tour de Corse        | François Delecour | Gruppo A |
| 1993 | Rally dell'Acropoli  | Miki Biasion      | Gruppo A |
| 1993 | Rally di Sanremo     | Franco Cunico     | Gruppo A |
| 1993 | Rally di Catalogna   | François Delecour | Gruppo A |
| 1994 | Rally di Monte Carlo | François Delecour | Gruppo A |
| 1994 | Mille Laghi          | Tommi Mäkinen     | Gruppo A |
| 1996 | Rally di Indonesia   | Carlos Sainz      | Gruppo A |

### Altre vittorie
- 1 PWRC (1994) con Jesus Puras
- 1  Campionato europeo rally (1993, 1994)
- 1  Campionato europeo rallycross (1993, 1994)
- 1  Campionato britannico rally (1994)
- 3  Campionato italiano rally (1994,1995,1996)